# Contea di Breckinridge
La contea di Breckinridge in inglese Breckinridge County è una contea dello Stato del Kentucky, negli Stati Uniti. La popolazione al censimento del 2000 era di 18 648 abitanti. Il capoluogo di contea è Hardinsburg